# كارلوس ألبرتو لوغو
كارلوس ألبرتو لوغو (بالإسبانية: Carlos Alberto Lugo)‏ (6 فبراير 1993 في المكسيك - ) هو لاعب كرة قدم مكسيكي في مركز الدفاع. لعب مع نادي غوادالاخارا وCoras FC ‏.

## وصلات خارجية
- كارلوس ألبرتو لوغو على موقع قاعدة بيانات كرة القدم.إي يو (الإنجليزية)
- كارلوس ألبرتو لوغو على موقع Soccerway.com (الإنجليزية)